# Suchsdorf
Suchsdorf, Kiel-Suchsdorf – dzielnica miasta Kilonia w Niemczech, w kraju związkowym Szlezwik-Holsztyn.